# Districtul Doi Tao
Doi Tao (în thailandeză ดอยเต่า) este un district (Amphoe) din provincia Chiang Mai, Thailanda, cu o populație de 27.284 de locuitori și o suprafață de 803,9 km².

## Componență
Districtul este subdivizat în six subdistricte (tambon), care sunt subdivizate în 42 de sate (muban).
| Nr. | Nume       | În thailandeză | Sate | Locuitori |  |
| --- | ---------- | -------------- | ---- | --------- |  |
| 1.  | Doi Tao    | ดอยเต่า         | 10   | 6,790     |  |
| 2.  | Tha Duea   | ท่าเดื่อ          | 6    | 3,242     |  |
| 3.  | Muet Ka    | มืดกา           | 5    | 3,363     |  |
| 4.  | Ban Aen    | บ้านแอ่น         | 4    | 2,804     |  |
| 5.  | Bong Tan   | บงตัน           | 6    | 4,678     |  |
| 6.  | Pong Thung | โปงทุ่ง          | 11   | 6,407     |  |